# ألبرت إرينشتاين
كان ألبرت إرينشتاين (23 كانون أول 1886 - 8 نيسلن 1950) شاعر تعبيري ألماني ولد في النمسا. جسد شعره رفضه للقيم البرجوازية والسحر مع الشرق، خاصة مع الصين.
قضى معظم حياته في برلين، ولكنه تنقل على نطاق واسع عبر أوروبا، افريقيا، والشرق الاقصى. في عام 1930، سافر إلى فلسطين ونشر انطباعاته في سلسة من المقالات. وقبل فترة وجيزة من سيطرة النازيين، انتقل ايريشتاين إلى سويسرا، وانتقل في عام 1941 إلى مدينة نيويورك حيث توفي.

## حياته ونشأته
ولد إرينشتاين لأبوين يهوديين مجريين في أوتاكرينج، فيينا. كان ابوه امين صندوق في مصنع للجعة وكانت اسرته فقيرة. كان اخوه الاصفر كارل ارينشتاين شاعرا (1892 -1971). استطاعت امه الحاقة في المدرسة الثانوية، حيث تعرض للمضايقة من معادي السامية المتسلطة. من عام 1905 – 191، درس التاريخ والفلسفة في فيينا وتخرج بدرجة الدكتوراه عام 1910 (بأطروحة عن المجر عام1790). كان قد قرر ان يمتهن الادب، والذي وصفها: «بالكاد الدراسات الجامعية. لكن خلال خمس سنوات من الدراسات المزعومة، حصلت على الحرية: حان الوقت للقيام بالأعمال الشعرية من خلال السمع المتسامح الموجه إلي بالبريد والإساءة إلى الضوء أنا وضعت حتى على الدكتوراه»

## مسيرته الأدبية
في عام 1910، كتب قصيدة «أغنية التائه» والتي نشرها كارل كراوس في مجلة بين عشية وضحاها. تنسب القصيدة إلى المذهب التعبيري المبكر والتي نشرها صديقه أوسكار كوكوشكا عام 1911 مع رسوم توضيحية. من خلال كوكوشكا، أصبح على اتصال مع هيروارث والدن وتم نشرها في دير شتورم،  ثم في مجلة فرانز بيمفيرت. سرعان ما أصبح ايرنشتاين واحد من أهم الاصوات المذهب التعبيري واصبح على تواصل مع إلس لاسكر-شولر، جوتفريد بين، وفرانز فيرفيل. انتشرت أعماله على نطاق واسع، وكتب أنتون كوه سبوتفرز عنه: «انه عمل ذا مكانة عالية، ابياته فقط تشوشك.» 
غي بداية الحرب العالمية الأولى، طلب المسؤول عن الخدمة العسكرية من إيرنشتاين العمل في ارشيف حرب فيينا. بينما كان العديد من الفنانين اثير حماسهم للحرب من قبل إيرنشتاين، حيث كان إيرنشتاين من البداية معارضا للحرب، والذي عبر عنها صراحة في سلسة من المقالات والقصائد (الرجل يصرخ). خلال الحرب، كان على اتصال مع والتر هاسينكلفر ومارتن بوبر. كن عام 1916- 1917، انتمى إلى أول مجلة داديست الشباب الجديد، والتي نشر فيها اعمالا إلى جانب فرانز جانج، جورج جروسز، وجوهانيس بيتشر. اتخذت المجلة موقفا واضحا ضد ويلهلم وسرعان ما تم ايقافها. عمل بيتشر وإيرنشتاين في نفس الوقت كمحررين للنشر في كورت وولف. بعد عام 1918، دعم الثورة في ألمانيا ووقع، إلى جانب اخرين من ضمنهم فرانز بفيمفيرت وزوكماير، البيان الرسمي للحزب الاشتراكي المعادي للقومية.
خلال الحرب، قابل إيرنشتاين الممثلة إليزابيث بيرغنر (التي ساعدها في التقدم في حياتها المهنية)، حيث وقع في حب ميؤوس منه والذي كرس له الكثير من قصائده. في عام 1920، سافر مع كوكوشكا عبر أوروبا، افريقيا، الشرق الأوسط، والصين حيث اقام لفترة من الوقت.  التفت إلى الادب الصيني وكتب العديد من الاقتباسات من الأعمال الصينية  و الرواية الناجحة جدا قاتل من العدالة (1931). في نهاية عام 1932، ارتحل إرينشتاين إلى بريساجو في سويسرا.

## المطاردة
وضع إلى جانب العديد على القائمة السوداء للحزب النازي. وفي احداث حرق الكتب 10 ايار 1933، رمي كتابه في المحرقة. وفي السنوات التالية، نشر من منفاه في العديد من المجلات الادبية. وفي عام 1934، انتقل إلى الاتحاد السوفيتي، وفي عام 1935، ذهب إلى باريس لحضور «مؤتمر الدفاع عن الثقافة». وفي سويسرا، تعرض للتهديد كأجنبي بترحيله إلى ألمانيا. حاول هيرمان هيس مساعدته للحصول على اللجوء الدائم، لكن تمكن فقط من الحصول على اوراق الإقامة المؤقتة. منع تسليمه من خلال الحصول على الجنسية التشيكوسلوفاكية. ذهب إلى اخيه كارل في إنجلترا، ثم إلى فرنسا، حتى تمكن اخيرا من مغادرة البلاد إلى اسبانيا ومن ثم إلى الولايات المتحدة في عام1941.

## وفاته
في نيويورك، التقى بالمنفيين الآخرين، بمن فيهم توماس مان، وريتشارد ويلسنبيك، وجورج غروز، وحصل على تصريح إقامة. تعلم إيرنشتاين الإنجليزية، لكنه لم يجد عملا لذلك عاش على الدخل من المقالات التي يكتبها في الصحف، وعلى القروض من جورج جروز. في عام 1949، عاد إلى سويسرا، ومن ثم إلى ألمانيا، لكنه لم ينشر أي شيء وفي النهاية عاد خائبا إلى نيويورك. ومن بعد عامين، تم وضعه في مسكن الفقراء الخيري، حيث توفي في 8 أبريل 1950. بعد وفاته، جمع اصدقائه المال ليتمكنوا من شحن جرة رفاته إلى إنجلترا، حيث يسكن اخوه كارل. واخيرا، تم دفن جرة بتكريم في مقبرة بروملي هيل في لندن.

## إرثه وأعماله
و بعد سنوات، وثق إرث إرينشتاين في المكتبة الوطنية لإسرائيل، حيث تم إعادة دفنه. أثر على العديد من مؤلفي القرن العشرين في حياته وكان له علاقات شخصية مع الكثير منهم.

## أعمال مختارة

### شعر ومقالات
- Tubutsch ، 1911 (طبعة معدلة 1914، طبعة جديدة متكررة)
- انتحار قطة، 1912
- العصر الأبيض، 1914
- رجل يبكي، 1916
- ليس هناك ليس هناك، 1916
- الوقت الأحمر، 1917
- الاخوة المقتولين، 1919
- كارل كراوس 1920
- الليلة سوف تكون. قصائد وروايات، 1920 (مجموعة من الأعمال القديمة)
- أوليمبوس الأبدية. الروايات والقصائد، 1921 (مجموعة من الأعمال القديمة)
- وين، 1921
- عودة الصقر، 1921 (مجموعة من الأعمال القديمة)
- رسائل إلى الله. قصائد في النثر، 1922
- هربست، 1923
- الناس والقردة، 1926 (مجموعة من الأعمال الفنية)
- فارس الموت. القصص من 1900 إلى 1919، 1926
- أغنيتي قصائد 1900-1931، 1931
- قصائد ونثر. الزميل كارل أوتن. نويفيد، لوشتراند 1961
- مقالات مختارة. إد بقلم م. ي. بن غافرييل. هايدلبرغ، ل. شنايدر 1961
- Todrot. مجموعة مختارة من القصائد. برلين، هوشروث فيرلاج 2009

### الترجمات والتعديلات
- تزلج الملك. تجديد الشعر الصيني، 1922
- بي-لو ثين. تجديد الشعر الصيني، 1923
- الصين تقاضي. إعادة اختام الشعر الصيني الثوري من ثلاثة آلاف سنة في عام 1924
- لوكيان، 1925
- اللصوص والجنود. رواية حرة بعد الصينية، 1927 ؛
- قاتل العدالة، 1931
- الاغنية الصفراء. تجديد الشعر الصيني، 1933

### الأدب
- فريتز مارتيني (1959)، «البرت ايرنشتاين»، السيرة الألمانية الجديدة (NDB) (باللغة الألمانية)، 4، برلين: Duncker & Humblot، pp. 355-355. (النص الكامل عبر الإنترنت)
- ا. ايرنشتاين. قراءة في فينر فيستوشن 1993 زئبق فيرنر هيربست وجرهارد جاشكي. (سلسلة: منسي مؤلفي الحداثة 67) جامعة النشر سيغن، 1996 ISSN 0177-9869
- ستيفان زويغ: قصائد ألبرت إرينشتاين، في: مراجعات 1902-1939. لقاءات مع الكتب. 1983 (النص الإلكتروني)